# Australische Cricket-Nationalmannschaft in Sri Lanka in der Saison 2016
Die Tour der australischen Cricket-Nationalmannschaft nach Sri Lanka in der Saison 2016 fand vom 26. Juli bis zum 9. September 2016 statt. Die internationale Cricket-Tour war Bestandteil der Internationalen Cricket-Saison 2016 und umfasste drei Tests, fünf ODIs und zwei Twenty20s. Sri Lanka gewann die Test-Serie 3–0, während Australien die ODI-Serie mit 4–1 und die Twenty20-Serie 2–0 gewann.

## Vorgeschichte
Sri Lanka bestritt zuvor eine Tour in England, Australien trug zuvor ein Dreinationenturnier in den West Indies aus. Die letzte Tour der beiden Mannschaften gegeneinander fand in der Saison 2012/13 in Australien statt.

## Stadien
Für die Tour wurden folgende Stadien als Austragungsorte vorgesehen und vom 6. April 2016 bekanntgegeben.
| Stadion                                            | Stadt    | Kapazität | Spiele                  |
| -------------------------------------------------- | -------- | --------- | ----------------------- |
| R. Premadasa Stadium (RPS)                         | Colombo  | 35.000    | 1. & 2. ODI; 2. T20     |
| Sinhalese Sports Club Ground (SSC)                 | Colombo  | 10.000    | 3. Test                 |
| Rangiri Dambulla International Stadium             | Dambulla | 16.800    | 3. & 4. ODI             |
| Galle International Stadium                        | Galle    | 35.000    | 2. Test                 |
| Muttiah Muralitharan International Cricket Stadium | Kandy    | 35.000    | 1. Test; 5. ODI; 1. T20 |

## Kaderlisten
Australien benannte seinen Test-Kader am 24. Mai, seinen ODI-Kader am 31. Juli und seinen Twenty20-Kader am 4. September 2016.
Sri Lanka benannte seinen Test-Kader am 21. Juli, seinen ODI-Kader 19. August und seinen Twenty20-Kader am 5. September 2016.
| Test | Test | ODI | ODI | Twenty20 | Twenty20 |
| Sri Lanka | Australien | Sri Lanka | Australien | Sri Lanka | Australien |
| --- | --- | --- | --- | --- | --- |
| - Angelo Mathews (K) - Dinesh Chandimal (VK, wk) - Dhananjaya de Silva - Asitha Fernando - Vishwa Fernando - Rangana Herath - Dimuth Karunaratne - Suranga Lakmal - Kusal Mendis - Dilruwan Perera - Kusal Perera - Nuwan Pradeep - Lakshan Sandakan - Kaushal Silva - Roshen Silva | - Steve Smith (K) - David Warner (K) - Jackson Bird - Joe Burns - Nathan Coulter-Nile - Josh Hazlewood - Moisés Henriques - Jon Holland - Usman Khawaja - Nathan Lyon - Mitchell Marsh - Shaun Marsh - Peter Nevill (wk) - Stephen O’Keefe - Mitchell Starc - Adam Voges | - Angelo Mathews (K) - Amila Aponso - Dinesh Chandimal (wk) - Dhananjaya de Silva - Niroshan Dickwella - Tillakaratne Dilshan - Avishka Fernando - Danushka Gunathilaka - Suranga Lakmal - Kusal Mendis - Sachith Pathirana - Angelo Perera - Dilruwan Perera - Kusal Perera - Thisara Perera - Nuwan Pradeep - Seekkuge Prasanna - Lakshan Sandakan - Dasun Shanaka - Milinda Siriwardana - Upul Tharanga | - Steve Smith (K) - David Warner (VK) - George Bailey - Nathan Coulter-Nile - James Faulkner - Aaron Finch - John Hastings - Josh Hazlewood - Travis Head - Moisés Henriques - Usman Khawaja - Mitchell Marsh - Shaun Marsh - Nathan Lyon - Mitchell Starc - Matthew Wade (wk) - Adam Zampa | - Dinesh Chandimal (K) - Tillakaratne Dilshan - Chamara Kapugedera - Suranga Lakmal - Kusal Mendis - Sachith Pathirana - Kusal Perera (wk) - Thisara Perera - Seekkuge Prasanna - Kasun Rajitha - Sachithra Senanayake - Dasun Shanaka - Dhananjaya de Silva - Milinda Siriwardana | - David Warner (K) - George Bailey - Scott Boland - James Faulkner - Aaron Finch - John Hastings - Travis Head - Moisés Henriques - Usman Khawaja - Chris Lynn - Shaun Marsh - Glenn Maxwell - Peter Nevill (wk) - Mitchell Starc - Matthew Wade - Adam Zampa |

## Tour Match
| 18. – 20. Juli Scorecard | Colombo (PSS) | Sri Lankan XI 229 (57.2) | – | Australians 431-9 (122) |
|                          |               | Remis                    |   |                         |

## Tests

### Erster Test in Kandy
| 26. – 30. Juli Scorecard | Kandy | Sri Lanka 117 (34.2) & 353 (93.4) | – | Australien 203 (79.2) & 161 (88.3) |
|                          |       | Sri Lanka gewinnt mit 106 Runs    |   |                                    |

Nachdem ein australischer Zuschauer aufs Spielfeld rannte und sich dort entblösset wurde dieser mit einer Geldstrafe und einer einwöchigen Haftstrafe belegt. Der Sieg Sri Lankas war erst deren zweiter Gewinn eines Testes gegen Australien, nachdem der letzte in der Saison 1999 erfolgte.

### Zweiter Test in Galle
| 4. – 6. August Scorecard | Galle | Sri Lanka 281 (73.1) & 237 (59.3) | – | Australien 106 (33.1) & 183 (50.1) |
|                          |       | Sri Lanka gewinnt mit 229 Runs    |   |                                    |

### Dritter Test in Colombo
| 13. – 17. August Scorecard | Colombo (SSC) | Sri Lanka 355 (141.1) & 347-8d (99.3) | – | Australien 379 (125.1) & 160 (44.1) |
|                            |               | Sri Lanka gewinnt mit 163 Runs        |   |                                     |

Als Konsequenz der dritten Testniederlage in dieser Serie verlor Australien die Führung in der Test-Rangliste an Indien und fiel hinter Pakistan auf Platz drei zurück.

## One-Day Internationals

### Erstes ODI in Colombo
| 21. August Scorecard | Colombo (RPS) | Sri Lanka 227-8 (50)             | – | Australien 228-7 (46.5) |
|                      |               | Australien gewinnt mit 3 Wickets |   |                         |

### Zweites ODI in Colombo
| 24. August Scorecard | Colombo (RPS) | Sri Lanka 288 (48.5)          | – | Australien 206 (47.2) |
|                      |               | Sri Lanka gewinnt mit 83 Runs |   |                       |

Der sri-lankische All-rounder wurde auf Grund von zu exzessiven Appellierens mit einer Geldstrafe belegt, während der Australier Mitchell Starc eine Verwarnung erhielt, weil er unnötigerweise auf das gegnerische Wicket geworfen hatte. Nach dem Spiel verkündete der sri-lankische All-rounder Tillakaratne Dilshan seinen Rücktritt im ODI- und Twenty20-Cricket nach der Tour.

### Drittes ODI in Dambulla
| 28. August Scorecard | Dambulla | Sri Lanka 226 (49.2)             | – | Australien 227-8 (46) |
|                      |          | Australien gewinnt mit 2 Wickets |   |                       |

### Viertes ODI in Dambulla
| 31. August Scorecard | Dambulla | Sri Lanka 212 (50)               | – | Australien 217-4 (31) |
|                      |          | Australien gewinnt mit 6 Wickets |   |                       |

### Fünftes ODI in Kandy
| 4. September Scorecard | Kandy | Sri Lanka 195 (40.1)             | – | Australien 199-5 (43) |
|                        |       | Australien gewinnt mit 5 Wickets |   |                       |

## Twenty20 Internationals

### Erstes Twenty20 in Kandy
| 6. September Scorecard | Kandy | Australien 263-3 (20)          | – | Sri Lanka 178-9 (20) |
|                        |       | Australien gewinnt mit 85 Runs |   |                      |

### Zweites Twenty20 in Colombo
| 9. September Scorecard | Colombo (RPS) | Sri Lanka 128-9 (20)             | – | Australien 130-6 (17.5) |
|                        |               | Australien gewinnt mit 4 Wickets |   |                         |